# Леньовка
Леньо́вка (рос. Ленёвка) — селище у складі Горноуральського міського округу Свердловської області.
Населення — 330 осіб (2010, 336 у 2002).
Національний склад станом на 2002 рік: росіяни — 94 %.